# Jugendforschung
Jugendforschung befasst sich – allgemein gesprochen – mit den Bedingungen, unter denen Heranwachsende diese Lebensphase durchlaufen, welche Faktoren zu einer gelungenen Entwicklung beitragen und welchen Einfluss die junge Generation auf die Gesellschaft als Ganzes ausübt. Jugendforschung ist ein interdisziplinäres Feld, an dem maßgeblich die Erziehungswissenschaft, die Soziologie und die Psychologie beteiligt sind. Sie ist als Forschung im eigentlichen Sinne vergleichsweise jung und stellt dennoch in der Geistes- und Sozialwissenschaft neben der Kindheitsforschung einen der großen Themenschwerpunkte dar. In der Datenbank Sozialwissenschaftlicher Literatur sind mehr als 5.000 Publikationen zum Schlagwort Jugend verzeichnet, die seit 1970 im deutschsprachigen Raum verfasst wurden. Dies legt nahe, dass von 'der' Jugendforschung kaum die Rede sein kann. Vielmehr handelt es sich um eine vielteilige Wissenschaft, die sich für die Identitätsentwicklung ebenso interessiert wie für Drogenkonsum, politische Einstellungen, Familienbeziehungen oder Bildungsverhalten. Jugendforschung im deutschsprachigen Raum war trotz dieser Diversifikation immer an bestimmte Wissenschaftler gebunden, die maßgebliche Trends gesetzt haben.

## Jugend als Gegenstand von Forschung
Jugendforschung befasst sich, wie der Begriff kennzeichnet, mit Jugend als Lebensphase. Hinter dieser vermeintlichen Eindeutigkeit einer alltäglichen Auffassung, was Jugend sei, verbirgt sich eine enorme Vielfalt, was wissenschaftlich unter Jugend zu verstehen sei. Denn die Abgrenzung, wann jemand kein Kind mehr und noch kein Erwachsener ist, fällt der Jugendforschung schwer. Dies liegt nicht nur in den unterschiedlichen Disziplinen begründet oder der Vielzahl an empirischen Untersuchungen, die sehr unterschiedliche Altersspannen umfassen, sondern auch darin, dass sich die Jugendphase selbst historisch gewandelt, insbesondere verlängert hat. Bei der Bestimmung, was Jugend eigentlich sei, lassen sich im Kern drei Herangehensweisen unterscheiden: Gruppierung nach Altersstufen, sozio-psycho-biologische Gruppierung und subjektive Einschätzung.

### Jugend als Altersbereich
Bei der Herangehensweise zur Bestimmung von Jugend wird versucht, anhand von Altersgrenzen zu bestimmen, was Jugend ist. Das Ende der Jugend wird dann häufig mit dem Erreichen der Mündigkeit im Alter von 18 Jahren angegeben. Ab diesem Zeitpunkt gelten Heranwachsende in fast allen Bereichen als voll rechtsfähige Personen. Lediglich das Jugendstrafrecht räumt hier eine Altersgrenze ab 21 Jahren ein, ab der Personen volle Strafmündigkeit erlangen. Wahlrecht, Geschäftsfähigkeit, Kfz-Führerschein und ähnliches werden Heranwachsenden jedoch mit 18 Jahren eingeräumt und sind somit vom rechtlichen Standpunkt aus Erwachsenen gleichgestellt.
Diese juristische Bestimmung des Endes von Jugend lässt offen, wann die Kindheit endet und die Jugendphase beginnt. Allenfalls die Altersgrenze von 14 Jahren, ab der Heranwachsende begrenzt strafmündig sind, ließe sich als Untergrenze heranziehen. Die Jugendforschung hat sich von diesen Altersangaben zumeist verabschiedet und es hat sich eine Unterteilung in die Lebensphasen der frühen (12–14 Jahre), mittleren (14–18 Jahre), der späten (18–21 Jahre) und der Post-Adoleszenz (19–25 Jahre) etabliert, die insgesamt die Lebensphase Jugend ausmachen. Die meisten empirischen Studien zur Jugendphase untersuchen genau diesen Altersbereich von 12 bis 25 Jahren, wobei einige Studien die Altersgrenze bis hinauf zum 29. Lebensjahr erweitert haben. Neben dieser Alterseinteilung findet sich jedoch eine Vielzahl anderer Grenzziehungen in der Literatur.
Die Identifikation von Jugend durch Altersangaben ist dabei, wie die einzelnen Werte zeigen, nicht gänzlich unabhängig von strukturellen und/oder biologischen Faktoren. So ist die Untergrenze von 12 Jahren in etwa der gleiche Zeitraum, in dem die Pubertät heutiger Jugendlicher in Industrienationen einsetzt. Der Übergang von der späten zur Post-Adoleszenz mit 18 Jahren deckt sich mit dem Umstand juristischer Veränderungen. Insofern stellen Altersangaben auch immer ein Korrelat sozialer oder psychologischer Faktoren von Entwicklung dar.

### Sozio-psycho-biologische Gruppierung
Beim zweiten Zugang stehen stärker jugendpsychologische, soziale und biologische Veränderungen im Vordergrund. Hierbei hat sich das Konzept der Entwicklungsaufgaben von Robert J. Havighurst (Developmental Tasks and Education, 1948) als wichtiges Konzept erwiesen. Es besagt im Kern, dass Heranwachsende einen spezifizierbaren Katalog von Entwicklungsaufgaben bewältigt haben müssen, um in die nachfolgende Lebensphase überzutreten. So sind Jugendliche erst erwachsen, wenn sie sich sozio-emotional von den Eltern gelöst, einen eigenen Hausstand gegründet und berufliche Tätigkeit aufgenommen haben, reife Beziehung zu Peers und ein ausgewogenes Selbstbild sowie ein gefestigtes Wertesystem besitzen.
Dieser Ansatz wurde inzwischen von Klaus Hurrelmann aufgenommen und in den theoretischen Rahmen der interdisziplinären Sozialisationstheorie überführt. Nach diesem Ansatz ist die Bewältigung der vier Entwicklungsaufgaben 1. Bilden, 2. Binden, 3. Wirtschaften und 4. Partizipieren die Voraussetzung dafür, die Balance zwischen Individualisation und Integration herzustellen und eine Ich-Identität zu entwickeln. Der Erwachsenenstatus ist idealtypisch dann erreicht, wenn entsprechend 1. die Berufsrolle als ökonomisch selbstständig Handelnder, 2. die Partner- und Familienrolle als verantwortlicher Familiengründer, 3. die Rolle als Wirtschaftsbürger einschließlich der Nutzung der Medien und 4. die Rolle als politischer Bürger mit eigener Wertorientierung erreicht ist. Ist der Übergang in diese vier Teilrollen des Erwachsenenstatus vollzogen, dann ist der Austritt aus dem Jugendalter erfolgt.
Gegen diesen Ansatz wird eingewandt, dass sich diese Statusübergänge in den Erwachsenenstatus (Beruf, Familiengründung etc.) zunehmend zeitlich entzerrt haben und somit nicht annähernd gleichzeitig auftreten. Wäre dann ein 17-jähriger Auszubildender mit eigener Wohnung und Partnerin bereits erwachsen, ein 27-jähriger Studierender, der noch bei den Eltern wohnt und Bafög bezieht, noch ein Jugendlicher?
Der Beginn der Jugendphase wird in diesem Ansatz mit dem Einsetzen der Reifung der Geschlechtsorgane (vulgo: Pubertät) festgesetzt, was jedoch streng genommen zur Folge hat, dass für Mädchen die Jugendphase früher beginnt als für Jungen. Allgemein wird jedoch diese Untergrenze festgesetzt und auf 12 Jahren normiert, weil dann sowohl Mädchen als auch Jungen im Prozess der sexuellen Reifung befindlich sind.

### Subjektive Einschätzung
Eine Möglichkeit, den Problemen der beiden vorherigen Eingrenzungen von Jugend zu begegnen, wird in der subjektiven Selbstzuschreibung Heranwachsender gesehen. Pointiert: Jugendlicher ist, wer sich selbst als Jugendlicher sieht. Diese subjektive Deutung der eigenen Lebensphasenzugehörigkeit wird als persönliche Bilanzierung dessen verstanden, was bereits an Entwicklungsaufgaben erfolgreich bewältigt wurde und was nicht. Der Vorteil dieses Ansatzes ist, dass hierdurch stärker die subjektiven Prozesse jugendlicher Entwicklung in den Blick genommen werden können. Auch zeigt sich, dass die Selbsteinschätzung im Zusammenhang mit der Bewältigung von Entwicklungsaufgaben und dem Vollzug von Statuspassagen (Beruf, Familiengründung etc.) steht. Deutlicher Nachteil ist, dass diese Selbsteinschätzung der eigenen Lebensphase eine deutliche Eingrenzung der Lebensphase Jugend nicht ermöglicht und bei empirischen Studien theoretisch auch 40-Jährige befragt werden müssten, die sich noch für jugendlich halten.

### Jugendtypen
Eine übergeordnete Variante der Abgrenzung von Jugendlichen stellt der Zugang durch Jugendtypen dar. Hierbei werden Jugendliche gemäß relevanten Merkmalen wie Jugendkultur, Freizeitorientierungen oder Werten als spezifische Subgruppen von Jugendlichen bezeichnet. Der Zugang zu Eingrenzungen von Jugendlichen durch Jugendtypen kann sich dabei der drei zuvor genannten Kriterien bedienen und stellt somit eine übergeordnete Methode dar.

### Zusammenfassung
Als Querschnitt aus allen drei Methoden, den Gegenstand der Jugendforschung zu bestimmen, kann gezogen werden, dass Jugend durch das Ende der Kindheit und den Beginn des Erwachsenenalters markiert wird, sich diese (triviale) Eingrenzung an der Bewältigung von Entwicklungsaufgaben festmachen lässt und die subjektive Einschätzung, jugendlich zu sein, nicht unabhängig von dieser Bewältigung von Entwicklungsaufgaben ist. Das betrachtete Altersspektrum reicht in der Regel von 12 bis 25 Jahren, wobei bei den unterschiedlichen Studien genau zu beachten ist, welcher Altersbereich untersucht wird. Denn: zwischen 12 und 16 Jahren ereignen sich andere entwicklungsrelevante Prozesse (bspw. Hinwendung zu Peer-Gruppen) als im Alter von 18 bis 25 Jahren (bspw. Aufbau intimer Partnerschaften).

## Geschichte der Jugendforschung
Eine Jugendforschung, die sich systematisch und mit dem Ziel der Beschreibung und Erklärung jugendlicher Verhaltensweisen und Einstellungen befasst, ist eher jüngeren Datums. Zwar gab es bereits in der griechischen und römischen Antike Abhandlungen darüber, wie die Jugend zu erziehen sei (wobei der Jugendbegriff etwas im Vergleich zu heute anderes umfasste) und wie flegelhaft die heranwachsende Generation doch sei (so etwa Sokrates). Auch in den nachfolgenden Jahrhunderten wurden Fragen der richtigen Erziehung (gerade im religiösen Bereich) häufig behandelt. Allerdings waren die auf diese Fragen gegebenen Antworten weniger empirisch, sondern stärker normativ begründet. Auch die Anfänge der neuzeitlichen Betrachtung von Jugend waren weniger „Forschung“ im engeren Sinne als hermeneutisch-philosophische Betrachtungen der Lebensphase Jugend. Hierzu zählt der Émile von Rousseau ebenso wie die Theorie der Erziehung von Schleiermacher und die Humboldt’sche Bildungstheorie. Trotz aller Differenzen ist dieser Phase gemein, dass Fragen der richtigen Erziehung, die Hinwendung zum Zögling als Subjekt mit Wünschen und Bedürfnissen und die Vorstellung von Erziehung zur Selbsttätigkeit entwickelt wurden. Drei Merkmale dieser philosophisch geprägten Betrachtung von Kindheit und Jugend sind bis heute Bestandteil der Jugendforschung – wenngleich aus dem damaligen Erziehungsbegriff mittlerweile ein breiter gefasster Sozialisationsbegriff geworden und in der Jugendforschung vorherrschend ist.
- Sozialisation ist die Interaktion von älterer und jüngerer Generation
- Das Ziel von Sozialisation ist die Befähigung der jüngeren Generation zur Selbsttätigkeit
- Sozialisation vollzieht sich im Spannungsfeld von Traditionen (der älteren Generation) und Modernisierung (durch die jüngere Generation)

### Jugendforschung ab 1900
Diese Grundideen wirkten auch in den Arbeiten fort, die im engeren Sinne als Jugendforschung bezeichnet werden können und an der Wende vom 19. zum 20. Jahrhundert einsetzte und ihren Ursprung in Deutschland hatte. Amerikanische Psychologen wie Granville Stanley Hall (Adolescence, 1904) ließen sich maßgeblich durch die deutsche Philosophie der Erziehung inspirieren, die später (unzutreffend einheitlich) als „Jugendbewegung“ bezeichnete Emanzipation von Teilen der Jugend brachte eine Vielzahl an pädagogischen Betrachtungen mit sich (Eduard Spranger, Psychologie des Jugendalters, 1924) und erste empirische Studien zur Entwicklung im Jugendalter wurden durchgeführt (Charlotte Bühler, Das Seelenleben des Jugendlichen, 1921; Martha Muchow, Der Lebensraum des Großstadtkindes, posthum 1935). Mit Siegfried Bernfeld wurde ein führendes Mitglied der Wiener Jugendbewegung selbst zum Protagonisten der Jugendforschung. Weitere Impulse für die Jugendforschung kamen aus der aufkeimenden Psychoanalyse und Psychologie (W. Stern, Grundlinien des jugendlichen Seelenlebens, 1925; Anna Freud, Adolescence, 1958) und der experimentellen Pädagogik, die sich um die methodisch kontrollierte Entwicklung optimaler Lehr-Lern-Settings bemühte.
Die Jugendforschung dieser Zeit konzentrierte sich im Kern auf die in der Jugendphase verortete psychologische Krise und ihre Verschränkungen mit gesellschaftlichen Prozessen sowie Fragen der Kulturentwicklung. Wenngleich diese Periode bezüglich theoretischer Herangehensweise und empirischer Designs nicht mit der heutigen Jugendforschung vergleichbar ist, so hat sie dennoch ideengeschichtlich einen nicht zu unterschätzenden Einfluss.

### Jugendforschung ab 1950
Ein regelrechtes empirisches Feuerwerk wird in der Nachkriegszeit entfacht. Zu einem festen Bestandteil deutschsprachiger Jugendforschung werden die Shell-Jugendstudien, die seit 1953 durchgeführt werden, anfangs unter der Herausgeberschaft von EMNID firmieren und ab 1965 offiziell vom Jugendwerk der Deutschen Shell (seit 2000 Deutsche Shell) herausgegeben werden. Seit Beginn der 1950er Jahre findet mit diesen Studien ein methodischer Paradigmenwechsel in der Jugendforschung statt. Der eher qualitativ-hermeneutische Zugang der Jahrhundertwende ff. wird durch quantitative Fragebogenstudien nahezu komplett ersetzt und soll bis in die 1980er Jahre hinein zum vorherrschenden empirischen Zugang werden. Inhaltlich fokussierte diese frühe Jugendforschung der noch jungen Bundesrepublik vor allem Fragen der politischen Einstellungen und gesellschaftlichen Integration von Jugend (Helmut Schelsky, Die skeptische Generation, 1957; V. Graf Blücher, Die Generation der Unbefangenen, 1966), aber auch Freizeit- und Bildungsverhalten sowie - in Ansätzen - Jugendkulturen (Jugendwerk der Deutschen Shell, Jugend: Bildung und Freizeit, 1965).

### Jugendforschung ab 1970
Seit Mitte der 1970er Jahre steht die Untersuchung gesellschaftlichen und (protest-)politischen Engagements auf der Agenda der Jugendforschung und wird seit der Shell-Studie von 1981 durch die Hinwendung zu Jugendkulturen als Schlüssel zum Verständnis jugendlicher Entwicklung ergänzt. Auch methodisch leitet diese Shell-Studie eine Neuorientierung der Jugendforschung ein. Die seit Mitte der 1970er Jahre aufflackernde qualitative (biographisch und ethnographisch geprägte) Jugendforschung wird in diese 9. Shell-Jugendstudie an prominente Stelle gerückt und dürfte so maßgeblich zur Renaissance qualitativer Jugendforschung beigetragen haben. Auch inhaltlich bringt die Shell-Studie von 1981 mehrere Wendungen mit sich. Jugendkulturen werden fortan nicht mehr primär als Gegenkulturen zur Erwachsenengesellschaft begriffen, sondern als Ausdrucksform, die es Jugendlichen erleichtert, ihre Alltagsprobleme zu bewältigen und an der eigenen Identität zu arbeiten. Sodann leitet die Studie von 1981 einen regelrechten Boom in der Erforschung von Jugendkulturen und jugendlichen Lebensstilen ein, dessen Resultat unter anderem die Annahme einer individualisierten und enthomogenisierten Jugend war.

### Jugendforschung der 1990er Jahre
Ausgelöst durch die Wiedervereinigung, schlittert die Jugendforschung in den 1990er Jahren in einen regelrechten Boom. Forschung zu Auswirkungen sozialen Wandels auf jugendliche Entwicklung tritt auf den Plan und wird neben Rechtsextremismus und Gewalt zu den Konjunkturthemen der Jugendforschung. Der Vergleich des Aufwachsens ost- und westdeutscher Jugendlicher wird als „natürliches Experiment“ zur Untersuchung des Zusammenhangs von Gesellschaft und Entwicklung aufgefasst. Neben dieser inhaltlichen Neuorientierung und dem stärkeren Einwirken der Psychologie auf die bis dato stark soziologisch geprägten Jugendforschung hält auch ein neues Untersuchungsdesign Einzug in die Jugendforschung. Eine Reihe von Längsschnittstudien werden durchgeführt und ermöglichen auf breiterer Basis als vorher möglich Einblicke in intraindividueller Entwicklungsverläufe in der Jugendphase.
In öffentlicher Erinnerung geblieben sind jedoch eher Ost-West-Vergleiche deutscher Jugendlicher, die allerdings kaum zufrieden stellende und teilweise nicht replizierbare Befunde mit sich brachten und gegen Ende der 1990er Jahre einer starken Kritik ausgesetzt waren. Insgesamt kann diese Dekade als Türöffner für eine breit angelegte Jugendforschung gewertet werden, die sich methodisch zunehmend dualisiert (qualitative und quantitative Forschung), Längsschnittstudien als wichtiges Erkenntnisinstrument zur Selbstverständlichkeit gemacht und theoretisch zunehmend auf psychologische und soziologische Konzepte gestützt hat.

### Aktuelle Trends der Jugendforschung
Zur Jahrtausendwende hat sich auch die Jugendforschung noch einmal grundlegend (wenngleich schleichend) gewandelt und befindet sich nach wie vor in diesem Wandlungsprozess. Internationale Bildungsvergleiche wie die TIMSS-Studie von 1997 haben den Fokus auf eine empirische Bildungsforschung gelenkt, in die sich vor allem die pädagogische Psychologie und die Fachdidaktiken zunehmend eingehakt haben. Zur Vollstreckung ist dieser inhaltliche Wandel spätestens im Zuge der PISA-Debatten gelangt und hat der Bildungsforschung eine Konjunktur ermöglicht, die zwar in den 1970er Jahren auch bereits bestand, aktuell jedoch durch die deutlich stärkere empirische Ausrichtung bessere Chancen zu besitzen scheint, sich dauerhaft zu implementieren.
Immer stärker verbreiten sich empirische Ansätze der Jugendforschung, die sich auf die Befragung von Jugendlichen durch Fragebogen auf der Basis repräsentativer Stichproben stützen. In Deutschland führend ist dabei die Shell Jugendstudie, die seit 1953 in regelmäßigen Abständen von 4 bis 5 Jahren durchgeführt wird. Die letzte Ausgabe erschien 2019 und gab einen Überblick über die politischen Einstellungen von 12- bis 25-Jährigen, ihre Entwicklung bei den Wertorientierungen, ihre Einstellung zu Familie, Partnerschaft, Freundschaft und Religion, ihr Bildungsverhalten, ihre Einstellungen zu Beruf und Karriere sowie ihre Präferenzen zur Freizeitgestaltung und Internetnutzung.

### Zusammenfassung
Alles in allem ist die Geschichte der Jugendforschung auch immer eine Geschichte gesellschaftspolitischer Diskurs-Konjunkturen gewesen und scheint es auch aktuell zu sein. Jugendforschung, ihre Theorien, Methoden und Fragestellungen ist deshalb vermutlich vor allem vor dem Hintergrund gesellschaftlicher Prozesse verständlich. Dieser Zusammenhang dürfte, so eine Quintessenz, seinen Ursprung darin haben, dass die ältere Generation stets ein Interesse daran hat, sich Gewissheit über den Stand der jüngeren Generation auf dem Weg zur Selbsttätigkeit und Übernahme gesellschaftlicher Verantwortung zu verschaffen.

## An Jugendforschung beteiligte Disziplinen
Jugendforschung ist seit ihren (empirischen) Anfängen ein multidisziplinäres Feld, an dem sich maßgeblich die Erziehungswissenschaft, die Psychologie und die Soziologie beteiligen, aber auch Politikwissenschaft und Ethnologie einen Beitrag leisten. Seit Mitte der 1980er Jahre hat sich die Vorstellung etabliert, von Jugendforschung als einer Sozialisationsforschung zu sprechen, die die Vorteile und den Erkenntnisgewinn aller beteiligten Disziplinen einbezieht. Inwieweit diese Interdisziplinarität tatsächlich realisiert ist, wird zuweilen kritisch betrachtet. Einigkeit herrscht hingegen bezüglich des besonderen Anteils, den die drei Hauptdisziplinen für die Erforschung von Jugendlichen leisten können.

### Erziehungswissenschaft
Leitendes Interesse erziehungswissenschaftlicher Jugendforschung ist, unter welchen Bedingungen Jugendliche zur Selbsttätigkeit befähigt werden. Das heißt: welche erzieherischen Maßnahmen und pädagogischen Interventionen sind hilfreich, dass Jugendliche eigenständig in der sie umgebenden Gesellschaft als Erwachsene handeln können. Hat die Erziehungswissenschaft den Diskurs um und die Erforschung von Jugend zu Beginn des 20. Jahrhunderts noch durch theoretische Konzepte dominiert, so liegt der Schwerpunkt mittlerweile eher im praxeologischen und praktischen Bereich. Sozial- und Sonderpädagogik sowie angrenzende Bereiche haben sukzessive Konzepte entwickelt, wie jugendliche Selbsttätigkeit ermöglicht oder wieder hergestellt werden kann. Daneben hat die Erziehungswissenschaft in Entlehnung vor allem soziologischer Konzepte und deren Bereicherung durch eine Subjektorientierung dazu beigetragen, jugendliche Entwicklung und deren Erscheinungen (Jugendkulturen, Lebensstile) als individuell funktional zu beschreiben und damit den Schwerpunkt weggelenkt von jugendlicher Devianz als gesellschaftsstörendem Problemverhalten.

### Soziologie
Die Jugendsoziologie beschäftigt sich maßgeblich mit dem Verhältnis von Jugend und Gesellschaft und dies in beide Richtungen. Hauptfragen sind, wie gesellschaftliche Bedingungen jugendliches Aufwachsen und wie Jugend als Generation gesellschaftliche Entwicklungen beeinflussen. Dabei werden Themen wie politische Einstellungen, Jugendkulturen und Mediennutzung ebenso thematisiert wie die Rolle, die Familie und Gleichaltrigen im Prozess der Vergesellschaftung Jugendlicher zukommt. In den 1980er und 1990er Jahren hat sich die Soziologie verstärkt damit befasst, wie sich veränderte gesellschaftliche Strukturen (Auflösung sozialer Milieus) auf individuelle Biographien auswirken. Aus diesem Diskurs ist maßgeblich die Formel der entstrukturierten und individualisierten Jugendphase hervorgegangen, die jedoch nicht unwidersprochen blieb.

### Psychologie und Psychoanalyse
Aus der Psychologie ist es vor allem die Entwicklungspsychologie, die sich mit der Jugendphase befasst hat. Der Fokus lag und liegt auf der Frage, wie Jugendliche an sie gestellte Entwicklungsaufgaben bewältigen und unter welchen Bedingungen ein funktionaler Verlauf hin zum Erwachsenen erwartbar ist. Daneben hat die in den Arbeiten Freuds fundierte und von Erik Erikson entwickelte Theorie der jugendlichen Krise maßgeblichen Einfluss auf die Jugendforschung ausgeübt. Psychologische Jugendforschung hat insbesondere die Notwendigkeit einer längsschnittlichen Betrachtung jugendlicher Entwicklung aufgezeigt und inhaltlich Konzepte von Entwicklung als Handlung im Kontext hervorgebracht. Hierdurch wurde in der Jugendforschung die Sichtweise prominent, wonach Jugendliche nicht nur auf gesellschaftliche und soziale Bedingungen reagieren, sondern sich selbst aktiv Umwelten schaffen, um ihre Entwicklung voranzutreiben.

## Nachweise
1. 1 2  Gudrun Quenzel, Klaus Hurrelmann: Lebensphase Jugend: eine Einführung in die sozialwissenschaftliche Jugendforschung (= Grundlagentexte Soziologie). 14., überarbeitete  Auflage. Beltz Juventa, Weinheim Basel 2022, ISBN 978-3-7799-2624-5, S. 27.
2. ↑  Siegfried Bernfeld: Ein Institut für Psychologie und Soziologie der Jugend. (1920). In: Siegfried Bernfeld: Antiautoritäre Erziehung und Psychoanalyse. Band 3, März Verlag, 1970, S. 802–836 und ders. (Hrsg.): Vom Gemeinschaftsleben der Jugend, Beiträge zur Jugendforschung. Internationaler psychoanalyt. Verlag, 1922.
3. ↑  Shell (Jugendwerk der Deutschen Shell/Psydata): Jugend ’81. Lebensentwürfe, Alttagskulturen, Zukunftsbilder. Hamburg 1981.
4. ↑  Mathias Albert, Klaus Hurrelmann, Gudrun Quenzel: Jugend 2019: Eine Generation meldet sich zu Wort. 1.  Auflage. Beltz, Weinheim 2019, ISBN 978-3-407-83195-8.

## Weiterführende Literatur
Bücher
- Hartmut Griese: Aktuelle Jugendforschung und klassische Jugendtheorien. Ein Modul für erziehungs- und sozialwissenschaftliche Studiengänge. LIT, Berlin 2007, ISBN 978-3-8258-0922-5.
- Klaus Hurrelmann, Gudrun Quenzel: Lebensphase Jugend. Eine Einführung in die sozialwissenschaftliche Jugendforschung. 12. Auflage. Juventa Verlag, Weinheim / München 2012, ISBN 978-3-7799-2600-9.
- Ludwig Stecher, Angela Ittel, Hans Merkens (Hrsg.): Jahrbuch Jugendforschung. 1. Ausgabe. VS Verlag, Wiesbaden 2012, ISBN 978-3-531-19716-6.
- Heinz-Hermann Krüger, Cathleen Grunert (Hrsg.): Handbuch Kindheits- und Jugendforschung. VS Verlag, Wiesbaden 2010, ISBN 978-3-531-15838-9.
- Heinz Reinders: Jugendtypen zwischen Bildung und Freizeit. Waxmann, Münster 2006, ISBN 3-8309-1724-4.
- Christine Riegel, Albert Scherr, Barbara Stauber (Hrsg.): Transdisziplinäre Jugendforschung. Grundlagen und Forschungskonzepte. VS Verlag, Wiesbaden 2010, ISBN 978-3-531-17132-6.
- Dirk Villányi, Matthias D. Witte, Uwe Sander (Hrsg.): Globale Jugend und Jugendkulturen. Aufwachsen im Zeitalter der Globalisierung. Juventa Verlag, Weinheim/München 2007, ISBN 978-3-7799-1746-5.

Zeitschriften und Jahrbücher
- Diskurs Kindheits- und Jugendforschung.
- Historische Jugendforschung: Jahrbuch des Archivs der deutschen Jugendbewegung.
- Jahrbuch Jugendforschung. (s. Ittel et al. 2010)
- Journal of Youth Studies.